# Han Yong-do
Han Yong-do (ur. 9 września 1970) – północnokoreański zapaśnik w stylu wolnym. Zajął 14. miejsce w mistrzostwach świata w 1999. Srebrny medal na mistrzostwach Azji w 1999 roku.